# Hatter's Castle
 Hatter's Castle és una pel·lícula britànica dirigida per Lance Comfort i estrenada el 1942, segons la novel·la homònima d'Archibald Joseph Cronin.

## Argument
Un drama que es desenvolupa a l'Escòcia de 1890, i que narra la vida de James Brodie, un individu realment insuportable i megalòman, que fa la vida impossible als qui l'envolten, incloent la seva esposa i filla. Amargat per no haver pogut arribar a assolir un lloc respectable en l'alta societat, es comporta tirànicament, trobant al seu camí només que tragèdies.
Adaptació de la novel·la "Hatter's Castle" d'A.J. Cronin, amb un final cinematogràfic diferent del llibre. El millor: el seu trio protagonista, amb Robert Newton com el desagradable protagonista en una creïble interpretació, Deborah Kerr com la seva desgraciada filla, i James Mason com un amable doctor.

## Repartiment
- Robert Newton: James Brodie
- Deborah Kerr: Mary Brodie
- James Mason: el doctor Renwick
- Emlyn Williams: Dennis
- Henry Oscar: Grierson
- Enid Stamp-Taylor: Nancy
- Beatrice Varley: Mrs. Brodie
- Anthony Bateman: Angus Brodie
- June Holden: Janet
- George Merritt: Gibson
- Laurence Hanray: el doctor Lawrie